# 2014 FE72
2014 FE72は2014年3月26日にラ・セレナのセロ・トロロ汎米天文台で発見された太陽系外縁天体の一つ。この天体は準惑星、もしくは散乱円盤天体に該当する可能性がある。そしてその軌道はオールトの雲の内側にまで達する。この天体はチャドウィック・トルヒージョとスコット・S・シェパードによって発見され、公表されたのは2016年8月29日である。この小惑星の公転周期と遠日点は他の小惑星とはずいぶん異なっており、2014 FE72は2018年まで遠日点が最大の天体であった。しかし現在、太陽系外縁天体の中での遠日点の遠さは2017 MB7に次ぐ。

## 軌道

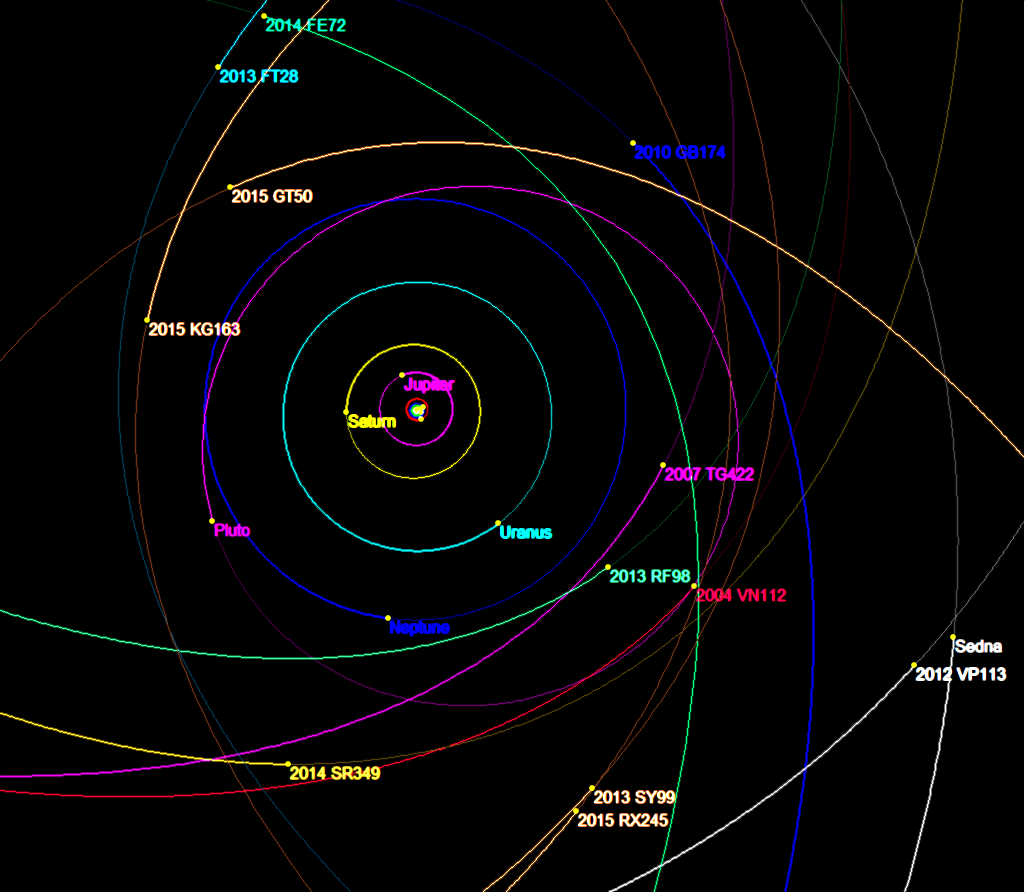
2014 FE72 は上部の緑の先で、太陽から離れていっている。

この天体の軌道離心率は0.97であり、ほぼ放物線に近い楕円軌道をとっている。近日点は 36.19天文単位であるが、遠日点は3060天文単位であり公転周期は60900年である。遠日点は彗星を除けば太陽系で2番目の大きさである。2014 FE72の公転周期は、セドナの5倍以上となる。2014 FE72 が最後に近日点を通過したのは1965年の後半である。

## 備考
1. ↑  2017 MB7は非常に小さな天体で、絶対等級は14以下、遠日点は2800天文単位以下、公転周期は54000年以下であるため彗星の一種かもしれない。
[8]

## 参照
1. 1 2  “AstDyS 2014FE72 Ephemerides”.   Department of Mathematics, University of Pisa, Italy. 2018年11月12日閲覧。 (Distance to Sun [R] from 2016 to 2020.)
2. 1 2  Michael E. Brown. “How many dwarf planets are there in the outer solar system? (updates daily)”.  California Institute of Technology. 2016年9月15日閲覧。
3. 1 2 3 4  Williams, G. V. (2016年8月29日). “MPEC 2016-Q43 : 2014 FE72”.  Minor Planet Center. 2016年8月31日閲覧。
4. ↑  “Absolute magnitude (H)”. Near Earth Object Program.   NASA/Jet Propulsion Lab. 2016年9月15日閲覧。
5. ↑  “Hunt for ninth planet reveals new extremely distant Solar System objects”. CarnegieScience.edu.   Carnegie Institution (2016年8月29日). 2016年8月31日閲覧。
6. 1 2  “JPL Small-Body Database Browser: (2014 FE72)”.  Jet Propulsion Lab. 2018年8月26日時点のオリジナルよりアーカイブ。2018年8月26日閲覧。
7. ↑  Horizons. “JPL Horizons: Barycentric Osculating Orbital Elements for 2014 FE72”. 2018年11月12日閲覧。
8. ↑  JPL Small-Body Database Browser: (2017 MB7)
9. ↑  Horizons. “JPL Horizons: 2014 FE72”. 2018年11月12日閲覧。